# Commissura posterior

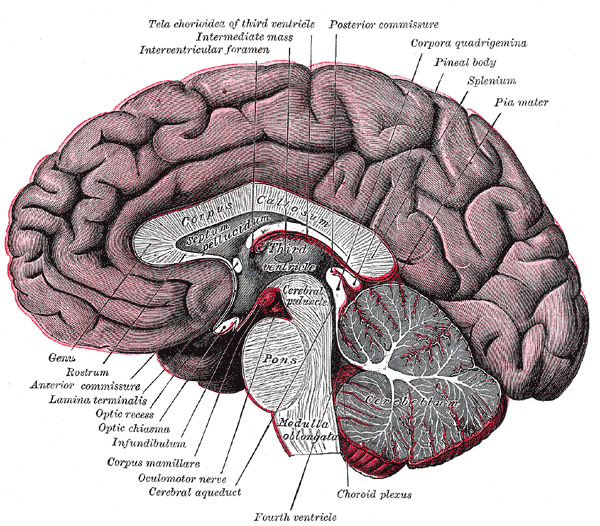
Schema eines Gehirnschnitts in der Medianebene.
Die Commissura posterior (oben mit „Posterior Commissure“ beschriftet) ist etwa in Bildmitte zu finden, gelegen vor der Vierhügelplatte (beschriftet mit „Corpora quadrigemina“) und nahe der Zirbeldrüse („Pineal body“), unterhalb der Commissura habenularum. Die Pia mater ist hier rot hervorgehoben.

Die Commissura posterior, auch Commissura epithalamica, in der Tieranatomie als Commissura caudalis bezeichnet, ist eine Kommissurbahn des Gehirns im Bereich des Übergangs vom Zwischenhirn zum Mittelhirn und quert die Medianebene in der Hinterwand des III. Ventrikels am Eingang zum Aquaeductus mesencephali. Der Darkschewitsch-Kern ist ein Kerngebiet der hinteren Kommissur.
Diese dem Epithalamus zugeordnete Querverbindung spielt für den beidseitigen Pupillenlichtreflex eine besondere Rolle, da sie die Nuclei pretectales beider Hirnhälften miteinander verbindet. Daneben führt sie angrenzende Regionen des Mittelhirns verbindende Fasern aus mesencephalem Tegmentum und Tectum, insbesondere von den oberen Hügeln der Vierhügelplatte, die in enger Nachbarschaft den Aquädukt überdacht.
Die gedachte geradlinige Verbindung zwischen Commissura anterior und Commissura posterior stellt eine grundlegende Bezugslinie für räumliche Bezüge des Gehirns dar. Diese Ca-Cp-Linie wird beispielsweise radiologisch ermittelt als Orientierungshilfe für stereotaktische Hirnoperationen zur Festlegung der individuellen Koordinaten. Die Länge der Strecke im Gehirn eines erwachsenen Menschen variiert nur gering und beträgt durchschnittlich etwa 25 mm.